# Синус (анатомія)
Синус — пазуха, заглибина, порожнина, випинання, довгий замкнутий канал; пазуха (канал) твердої мозкової оболони у хребетних тварин і людини, наповнений венозною кров'ю (венозна пазуха), порожнина деяких черепних кісток (додаткові пазухи носа).
- Каротидний синус — місце розширення загальної сонної артерії перед розгалуженням її на зовнішню і внутрішню.
- Синус аорти (пазуха аорти) — у ссавців — початкова, розширена частина висхідної аорти, то ж, що аортальна цибулина; у людини — частина порожнини аортальної цибулини, розташована між півмісяцевим клапаном і стінкою аорти.
- Синуси твердої мозкової оболони (синуси головного мозку, венозні синуси, венозні пазухи) — венозні колектори, розташовані між листками твердої мозкової оболони.

| Череп | Це незавершена стаття з анатомії. Ви можете допомогти проєкту, виправивши або дописавши її. |